# Аджмер
Аджмер (гінді अजमेर, МФА: [ədʒmeːr], англ. Ajmer) — місто в штаті Раджастхан на півночі Індії, розташоване в межах пагорбів Араваллі. Населення станом на 2011 рік склало 551 тис.
Місто є важливим залізнічним вузлом. Також це важливий центр ремісництва: тут розвинуті ручне прядіння, ткацтво, різьблення по дереву. Аджмер — одне з стародавніх міст, що містить багато історичних пам'ятників, зокрема мечеть (12 століття), могольський палац (кінець 16 — початок 17 століття).

## Історія
Місто засноване в 145 році Аджа Палом, вождем племені Чаухан. Династія Аджа Пала правила Аджмером до 11 століття. В той час місто було одним з центрів джайнізму. В 1024 році на Аджмір напав Махмуд Газневі. В 1192 році місто потрапило під владу Мухаммеда Гурі, а потім делійських володарів.

## Відомі уродженці
- Манвендра Сингх Гойл — індійський принц-гей.